# من را بریز صدا بزن
من را بریز صدا بزن یک آهنگ راک از جی. جی. کیل است. این آهنگ برای اولین‌بار در اولین آلبوم او در سال ۱۹۷۲ با نام طبیعی، به عنوان آهنگ آغازین ظاهر شد. این آهنگ متشکل از یک گیتار بلوز ۱۲ نواری است و استفاده اولیه از ماشین درام را در خود دارد.

## نسخه لنرد اسکینرد
مانند بسیاری از آهنگ های کیل، «من را بریز صدا بزن» بارها توسط مجموعه ای از نوازندگان، به ویژه لنرد اسکینرد در آلبوم‌های دومین یاری‌رسانی (۱۹۷۴) و دیسک زنده یکی دیگر از جاده (۱۹۷۶) و میسون پروفیت در آلبوم‌هایشان پوشش داده شده است. آلبوم ۱۹۷۲ آنها گذرگاه راکفیش، بابی بیر در آلبوم خود بابی بره: مجموعه فروشگاه کشور (۱۹۸۸)، جانی کش در آلبوم آب از چاه خانه (۱۹۸۸) به همراه پسرش جان کارتر کش، جان مایر در آلبوم سال ۲۰۱۳ دهکده بهشت، ایزی استرادلین، گیتاریست و ترانه‌سرای سابق گانز ان روزز در سال ۲۰۱۶، و الن پرایس، خواننده بریتانیایی در آلبوم دو بی‌نظیر در سال ۱۹۷۷ با راب هوک. بسیاری از نسخه های جلد موجود به عنوان ادای احترام به لنرد اسکینرد اجرا شده‌اند. به عنوان مثال، لس کلیپول آن را در آلبوم خود تحت تأثیر: ادای احترام به لنرد اسکینرد پوشش می‌دهد.